# Max Malini
Max Malini (nascido como Max Katz Breit, 1873 - 3 de outubro de 1942) foi um ilusionista dos Estados Unidos.